# Sommarafton på Skagen, konstnärens hustru med hund vid strandkanten

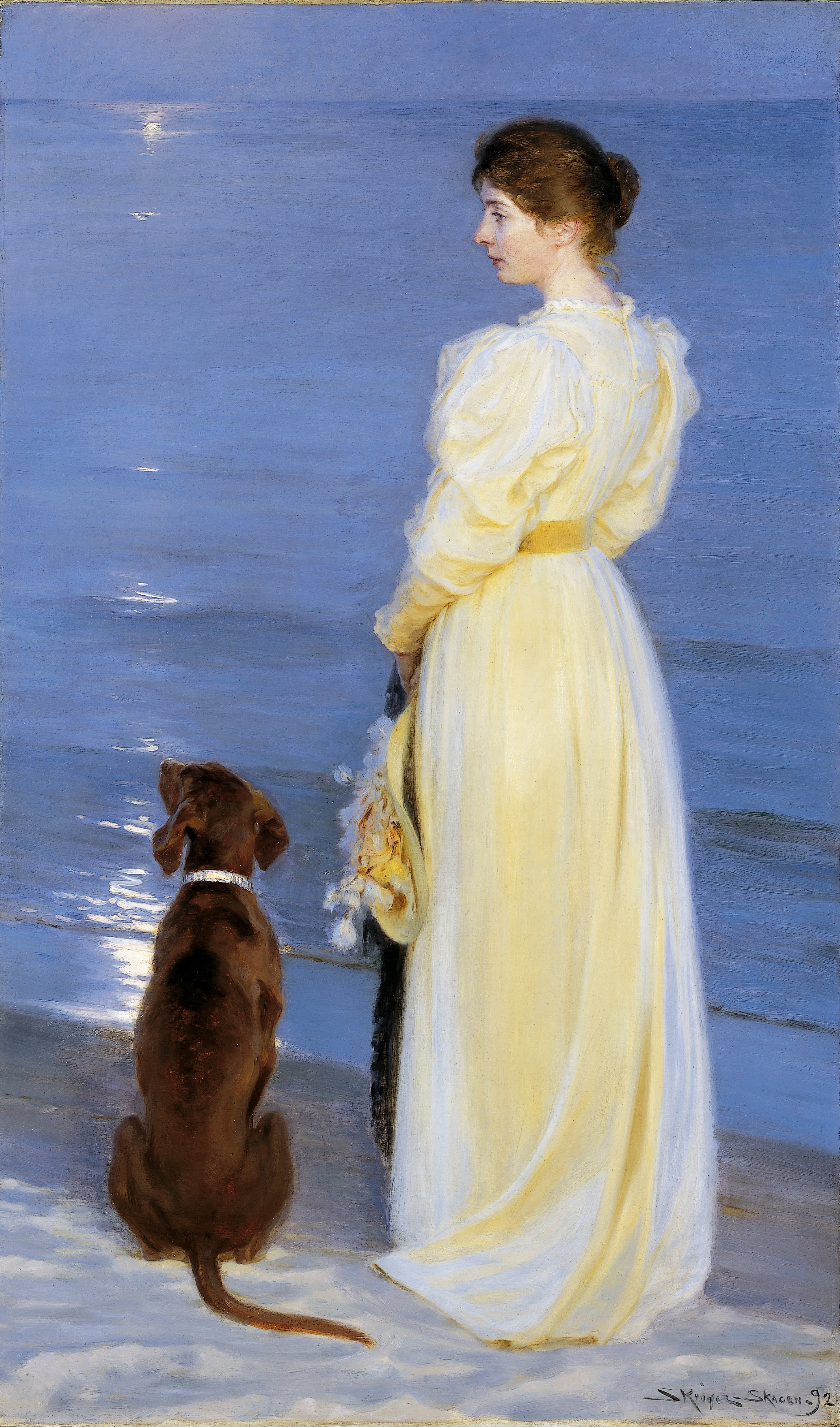
P.S. Krøyer: Sommarafton på Skagen (1892).

Sommarafton på Skagen, konstnärens hustru med hund vid strandkanten (danska: Sommeraften ved Skagen. Kunstnerens hustru med hund ved strandkanten) är en oljemålning från 1892 av den danske Skagenkonstnären P.S. Krøyer. Kvinnan som avbildas på konstverket är Marie Krøyer, konstnärens fru, tillsammans med parets hund, Rap. Målningen visar också hur månljuset reflekteras i vattnet. Målningen finns idag på Skagens Museum.